# Broh iz Mousa
Broh iz Mousa je ohranjen broh ali okrogel stolp iz železne dobe. Stoji na otoku Mousa na Shetlandih na Škotskem. Je najvišji še stoječi broh in med najbolje ohranjenimi prazgodovinskimi stavbami v Evropi. Domneva se, da je bil zgrajen ok. 300 pr. n. št. in je eden od več kot 500 brohov, zgrajenih na Škotskem. Mesto upravlja Historic Environment Scotland kot načrtovani spomenik.

## Lokacija
Broh stoji na zahodni obali otoka Mousa (referenca mreže HU457237, [59.99523,-1.18191]). Dostopen je z ladjo iz Sandwicka, Shetlandi, 23 kilometrov južno od Lerwicka. Stoji na ravni skalni površini nizkega rta blizu obale s pogledom na Mousa Sound.
Je najvišji broh, ki še stoji in med najbolje ohranjenimi prazgodovinskimi zgradbami v Evropi.

## Opis
Mousa Broh ima enega najmanjših skupnih premerov med vsemi brohi, pa tudi enega najdebelejših podstavkov sten in najmanjšo notranjost; ta masivna konstrukcija (kot tudi njena oddaljena lokacija) je verjetno glavna razlaga za njeno odlično ohranjenost. Visok je 13,3 metra in je dostopen prek enega vhoda na tleh. Ko je notri, se lahko obiskovalec povzpne po notranjem stopnišču na vrh. To je edini broh, ki je dokončan skoraj do vrha, vključno z originalnim notranjim stopniščem. Zgrajen je kot suhozid brez malte. Vhod je na zahodni strani, vendar je bil v različnih časih spremenjen glede na prvotni videz. Vhodni prehod je dolg 5 metrov in še vedno ima prvotno luknjo za palico.
V osrednjem prostoru je mogoče videti ognjišče in talni rezervoar. Okoli vznožja notranje stene je nizka kamnita klop, ki je bila del zgodnje predelave notranjosti. Broh je šel skozi vsaj dve okupacijski fazi. V svojem prvotnem stanju je morda vseboval leseno okroglo hišo, ki je slonela na robovih in verjetno na obroču stebrov, postavljenih v prvo nadstropje. Nedavno so trdili, da so pomanjkljivosti morda podpirale odre v stavbi brez strehe. Kasneje, če je lesena stavba obstajala, so jo porušili, da bi naredili prostor za majhen mlin (s tremi štrlečimi kamnitimi slopi) v notranjosti. Pomanjkljivi
robovi višine 2,1 in 3,7 metra so morda podpirali domnevno leseno zgradbo. Druga glavna značilnost pritličja so tri velike celice v stenah. Vanje se vstopi prek pragov, ki so 0,7 metra nad nivojem tal. Nad preklado vsakih vrat celice so dodatne odprtine, ki se zdijo oblikovane tako, da prepuščajo svetlobo in zrak v komoro zadaj. Vse celice imajo vdolbine ali velike omare, vstavljene v debelino stene.
Nad trdno osnovo broha je šest galerij. Tvori jih prostor med dvema koncentričnima stenama zgornjega dela broša in jih delno osvetljujejo praznine. Sprehoditi se je mogoče po večini galerij. Verjetno so jih graditelji uporabljali kot pomoč pri gradnji stavbe, ne pa za bivanje ali skladišče.
Do stopnišča, ki se začne v drugem nadstropju, pridejo vrata v notranji steni, ki ima sosednjo celico. Nad vhodom je tudi zgornja celica.

## Kasnejša zgodovina
Mousa Broh se je še naprej uporabljal skozi stoletja in je omenjen v dveh nordijskih sagah. Egilova saga pripoveduje o paru, ki je pobegnil z Norveške na Islandijo in je doživel brodolom in uporabil broh kot začasno zatočišče. Saga o Orkneyingi poroča o obleganju broha, ki ga je leta 1153 izvedel Earl Harald Maddadsson po ugrabitvi njegove matere, ki je bila zaprta v brohu.
Najdišče je obiskal antikvar George Low med svojim potovanjem leta 1774 in priskrbel prve risbe broha. Leta 1814 ga je obiskal sir Walter Scott, ki ga je opisal kot »piktsko trdnjavo, verjetno največjo na svetu«. Geolog in antikvar Samuel Hibbert ga je obiskal leta 1818 in podal podrobno poročilo o mestu. Prvo natančno raziskavo je izvedel sir Henry Dryden leta 1852 in 1866.

## Izkopavanja
Mousa je bil očiščen ruševin in popravljen leta 1861. Najdene so bile velike količine živalskih kosti, zlasti vidre (ki je verjetno živela v zapuščenih ruševinah). Najdeni so bili tudi kosi glinenega lonca, kamniti pokrovi za lonce, približno 12 centimetrov dolg skrilavec, »kot trikotna pila« in »izklesan model norveškega čolna iz jelke«, dolg približno 1 meter. Notranjost je leta 1919 znova očistil urad za dela in pojavilo se je nekaj dodatnih najdb. V Škotskem narodnem muzeju v Edinburgu je nekaj lončenine, vključno z velikim črno brušenim robom, verjetno najdenim med pospravljanjem iz 19. stoletja. Od leta 1967 do 1980-ih je bil broh obsežno prezidan.
Januarja 2005 je bilo objavljeno, da so arheologi uporabili 3D lasersko skeniranje, da bi podrobno raziskali strukturo za morebitna nadaljnja popravila.

## Strakoši
Mousa Broh je med ptičarji dobro znan po gnezdečih evropskih strakoših, ki jih je najbolje videti po temi v delno ali popolnoma oblačnih poletnih nočeh. Na otoku je približno 6800 gnezdečih parov, kar predstavlja približno 8 % britanske populacije in približno 2,6 % svetovne populacije. Nekatere od teh ptic gnezdijo v rovih znotraj samega broha.